# Декен, Анри де
Анри́ Де Де́кен (нидерл. Henri De Deken; 3 августа 1907, Схотен, Бельгия — 12 февраля 1960) — бельгийский футболист, защитник, участник Олимпийских игр 1928 (был в запасе) и чемпионата мира 1930 года.

## Карьера

### Клубная
Выступал за «Антверпен», в его составе дважды становился чемпионом и трижды был серебряным призёром чемпионата Бельгии. Затем играл за «Антверпен Бойз». Завершал карьеру в клубе «Олимпик» из Шарлеруа.

### В сборной
В матчах Олимпийского турнира в Амстердаме участия не принимал, хотя присутствовал в заявке. Дебютировал за сборную на первом чемпионате мира по футболу в матче против Парагвая. В 1932 и 1933 гг. участвовал в серии товарищеских матчей с различными европейскими сборными. Всего отыграл 11 матчей за сборную, голов не забивал.
| Матчи и голы Анри Де Декена за сборную Бельгии | Матчи и голы Анри Де Декена за сборную Бельгии | Матчи и голы Анри Де Декена за сборную Бельгии | Матчи и голы Анри Де Декена за сборную Бельгии | Матчи и голы Анри Де Декена за сборную Бельгии | Матчи и голы Анри Де Декена за сборную Бельгии | Матчи и голы Анри Де Декена за сборную Бельгии |
| ---------------------------------------------- | ---------------------------------------------- | ---------------------------------------------- | ---------------------------------------------- | ---------------------------------------------- | ---------------------------------------------- | ---------------------------------------------- |
| №                                              | Дата                                           | Место проведения                               | Соперник                                       | Счёт                                           | Голы                                           | Турнир                                         |
| 1                                              | 20 июля 1930                                   | Монтевидео, Уругвай                            | Парагвай                                       | 0:1                                            | -                                              | Чемпионат мира 1930                            |
| 2                                              | 17 апреля 1932                                 | Амстердам, Нидерланды                          | Нидерланды                                     | 1:2                                            | -                                              | Товарищеский матч                              |
| 3                                              | 1 мая 1932                                     | Брюссель, Бельгия                              | Франция                                        | 5:2                                            | -                                              | Товарищеский матч                              |
| 4                                              | 12 февраля 1933                                | Брюссель, Бельгия                              | Италия                                         | 2:3                                            | -                                              | Товарищеский матч                              |
| 5                                              | 12 марта 1933                                  | Цюрих, Швейцария                               | Швейцария                                      | 3:3                                            | -                                              | Товарищеский матч                              |
| 6                                              | 26 марта 1933                                  | Коломб, Франция                                | Франция                                        | 0:3                                            | -                                              | Товарищеский матч                              |
| 7                                              | 9 апреля 1933                                  | Антверпен, Бельгия                             | Нидерланды                                     | 1:3                                            | -                                              | Товарищеский матч                              |
| 8                                              | 7 мая 1933                                     | Амстердам, Нидерланды                          | Нидерланды                                     | 2:1                                            | -                                              | Товарищеский матч                              |
| 9                                              | 4 июня 1933                                    | Варшава, Польша                                | Польша                                         | 1:0                                            | -                                              | Товарищеский матч                              |
| 10                                             | 11 июня 1933                                   | Вена, Австрия                                  | Австрия                                        | 1:4                                            | -                                              | Товарищеский матч                              |
| 11                                             | 22 октября 1933                                | Дуйсбург, Германия                             | Германия                                       | 1:8                                            | -                                              | Товарищеский матч                              |

Итого: 11 матчей / 0 голов; 3 победы, 1 ничья, 7 поражений.

## Достижения

### Командные
«Антверпен»
- Чемпион Бельгии: 1929, 1931
- Серебряный призёр чемпионата Бельгии: 1930, 1932, 1933